# Emissione America
Emissione America è il nome dato all'emissione congiunta annuale di francobolli da parte dei paesi aderenti alla Unión Postal de las Americas, España y Portugal (in sigla, UPAEP). 
Nel congresso di L'Avana del 1985, i paesi membri della UPAEP hanno deciso di emettere un'emissione di francobolli congiunta con cadenza annuale. 

Dal momento che l'associazione sceglie il tema e poi ciascun paese lo sviluppa liberamente nella vignetta dei francobolli, tecnicamente si parla di emissione congiunta parallela. 

Le emissioni hanno avuto inizio nel 1989. Tutti i francobolli portano il logo dell'organizzazione.

## Tema annuale
Ogni anno viene scelto un tema diverso legato al continente americano, alla sua storia, al suo ambiente ed alla sua cultura.
| Anno | Tema                                          | Partecipanti |
| ---- | --------------------------------------------- | ------------ |
| 1989 | Popoli precolombiani, usi e costumi           | 22           |
| 1990 | Ambiente naturale all'epoca delle scoperte    | 22           |
| 1991 | Viaggi delle scoperte                         | 20           |
| 1992 | Quinto centenario della scoperta dell'America | 21           |
| 1993 | Fauna in via di estinzione                    | 21           |
| 1994 | Veicoli per il trasporto postale              | 20           |
| 1995 | Difesa dell'ambiente naturale                 | 18           |
| 1996 | Costumi regionali                             | 18           |
| 1997 | Il postino                                    | 18           |
| 1998 | Donne illustri                                | 19           |
| 1999 | Nuovo millennio senza armi                    | 18           |
| 2000 | Lotta contro SIDA                             | 17           |
| 2001 | Patrimonio mondiale dell'umanità              | 17           |
| 2002 | Gioventù, istruzione ed analfabetismo         | 20           |
| 2003 | Flora e fauna autoctona                       | 20           |
| 2004 | Protezione dell'ambiente                      | 18           |
| 2005 | Lotta contro la povertà                       | 15           |
| 2006 | Risparmio energetico                          | 16           |
| 2007 | Educazione per tutti                          | 16           |
| 2008 | Festività nazionali                           | 16           |
| 2009 | Giochi tradizionali                           | 16           |
| 2010 | Simboli nazionali                             | 16           |
| 2011 | Cassette per lettere                          |              |
| 2012 | Miti e leggende                               |              |
| 2013 | Lotta contro le discriminazioni               |              |